# Board and Care

Board and Care est un court métrage américain réalisé par Ron Ellis (en) et sorti en 1979.
Il a remporté l'Oscar du meilleur court métrage en prises de vues réelles en 1980.

## Fiche technique
- Réalisation et scénario : Ron Ellis (en)
- Production : Sarah Pillsbury
- Image : Fred Goodich
- Durée : 27 minutes

## Distribution
- Richard Goss : Ricky
- Laura Jean Ellis : Lila
- Luana Anders : Carolyn
- Sunshine Parker : Briggs
- John Frederick Jones : Stanton

## Nominations et récompenses
- 1980 : Oscar du meilleur court métrage en prises de vues réelles lors de la 52e cérémonie des Oscars[1].